# Гузув
Гузув (пол. Guzów) — село в Жирардувском повете Мазовецкого воеводства (Польша), расположенное в гмине Вискитки.
Родина композитора Михаила Клеофаса Огинского.
Находится за 6 км на северо-запад от Вискитки, в 10 км к северо-западу от Жирардува и в 47 км к западу от Варшавы.

## История
В 1765 году владельцем Гузува и окрестных имений стал Анджей Огинский. Согласно III разделу Речи Посполитой, Гузув находился в прусской части. На основании декларации прусского короля Фридриха-Вильгельма II от 28 июля 1796 года церковные поместья, староства и другие королевские владения были переданы в прусскую казну, а король раздал их своим служащим и генералам. Гузувское староство получил министр Силезии Карл Георг фон Гойм, но вскоре продал ее предыдущей владелице, Паулине Огинской, матери Феликса Лубенского. После её смерти Гузув перешел к Феликсу. Когда в 1856 году поместье было выставлено на аукцион, его приобрел Феликс Собанский. Во владении Собанских Гузув находился до 1944 года, когда был национализирован.
На окраине села находится кладбище жертв газовой атаки Первой мировой войны.

## Дворцово-парковый ансамбль
Анджей Огинский построил в Гузуве великолепный каменный дом. Во второй половине XIX века по заказу Феликса Собанского архитектор Владислав Гиршель перестроил его во дворец по образцу замков Луары, придав ему нынешний вид. Затем при дворце был разбит ландшафтный парк по проекту Валериана Кроненберга и Францишека Шаниора.
Во время Первой мировой войны дворец служил прифронтовым госпиталем и был разрушен вместе с парком, но в межвоенный период восстановил свой прежний вид. Во время Второй мировой войны дворец был разграблен, а в 1944 году национализирован. После войны во дворце размещались жилые и служебные помещения для работников сахарного завода.
В 1992 году дворцово-парковый ансамбль был возвращен семье Собанских. После многих лет запустения дворец находился в очень плохом состоянии, как и парк, заросший кустарником. В хорошем состоянии были только старая часовня (ныне костёл Святого Феликса де Валуа) и небольшой садик рядом с ней. Ведутся работы по реставрации усадьбы.

## Уроженцы и жители

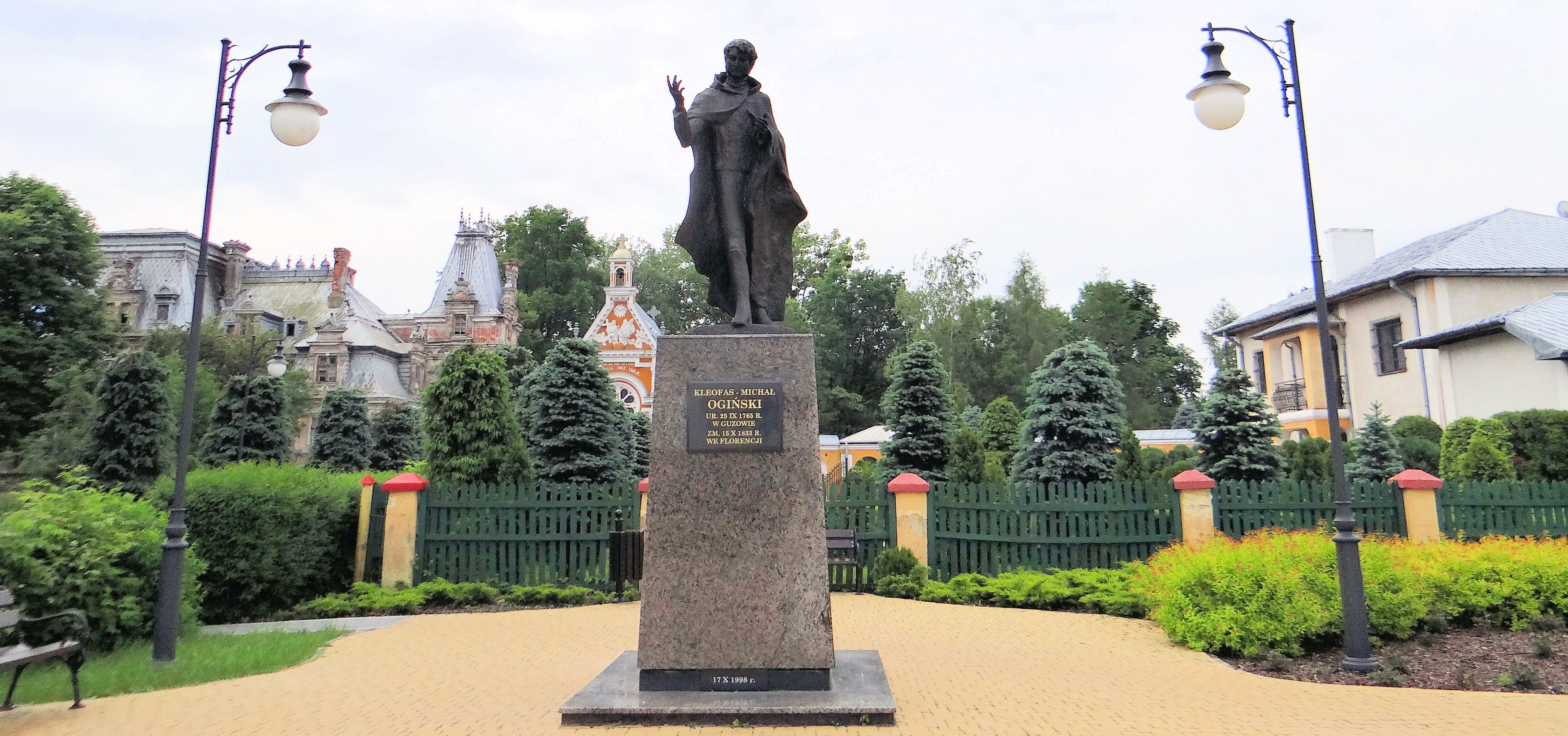
Памятник Михаилу Клеофасу Огинскому

- Михаил Клеофас Огинский, композитор, родился здесь в 1765 году.